# Athrycia impressa
Athrycia impressa es una especie de mosca del género Athrycia, de la familia Tachinidae, orden Diptera.

## Distribución
Se distribuye por Europa: Alemania y Asia: Mongolia.

## Taxonomía
Fue descrita por Wulp en 1869 y publicada en Wulp, F.M. van der 1869. Dipterologische Aanteekeningen. Tijdschrift voor Entomologie (1868) 12: 136-154, pl. 4: figs. 10-15.